# Philippe de Vitry
Philippe de Vitry, także Filip z Vitry (ur. 31 października 1291 w Vitry-en-Artois, zm. 9 czerwca 1361 w Meaux) – francuski kompozytor i teoretyk muzyki okresu średniowiecza.
Muzyka zajmowała jedynie nieznaczną część w jego życiu: był także dyplomatą, doradcą politycznym, administratorem, zaś w 1351 roku został mianowany biskupem Meaux. Jego utwory często zawierają aluzje do ówczesnych problemów politycznych i są dowodem na to, że muzyka może być wykorzystywana jako metoda komentowania bieżących wydarzeń.
Nie istnieje zgoda co do autentyczności szeregu utworów przypisywanych Vitry'emu. Do takich dzieł należy traktat-manifest Ars nova (ok. 1320), który obecnie uważa się jedynie za kompilację poglądów współczesnych mu kompozytorów. Niezależnie jednak od niejasności, Vitry pozostaje wybitnym intelektualistą swojej epoki, innowatorem w gatunku motetu i kompozytorem o niebagatelnym znaczeniu dla rozwoju notacji muzycznej.
Ars nova, traktat, którego tytuł posłużył do nazwania całego okresu w muzyce, wprowadził istotne koncepcje dotyczące rytmu i jego precyzyjniejszego niż dotąd oznaczania. Po raz pierwszy synkopa stała się usankcjonowanym składnikiem europejskiego języka muzycznego. W motetach Filipa, jak również w motetach jego następcy – Guillaume de Machaut, nowa notacja stosowana jest do wyrażenia pomysłów, struktur i warstw znacznie bardziej złożonych, niż miało to miejsce wcześniej. Paradoksalnie jednak, błyskotliwość, alegoryczność i wyrafinowanie, zastosowanie numerologii i gry między słowami a muzyką pozostaje często dostrzegalne jedynie w analizie, a nie słuchowej percepcji.